# Unterbuchen (Bad Heilbrunn)
Unterbuchen ist ein Gemeindeteil von Bad Heilbrunn im oberbayerischen Landkreis Bad Tölz-Wolfratshausen.

## Lage
Das Dorf liegt circa drei Kilometer nördlich von Bad Heilbrunn auf der Gemarkung Oberbuchen.

## Geschichte
Bis zu deren Auflösung und Eingemeindung nach Bad Heilbrunn war der Ort bis 1971 ein Gemeindeteil der Gemeinde Oberbuchen.